# 阿热特莫
阿热特莫（法語：Hagetmau，法語發音：[aʒɛtmo]）是法国朗德省的一个市镇，位于该省南部偏东，属于蒙德马桑区。

## 地名
该地名“Hagetmau”发音为[aʒɛtmo]，字母“t”发音，《世界地名翻译大辞典》与《世界地名译名词典》将其误译作“阿热莫”。

## 地理
阿热特莫（43°39'19"N, 0°35'37"W）面积28.37 平方千米，位于法国新阿基坦大区朗德省，该省份为法国西南部沿海省份，是法國本土面积第二大的省，北起吉倫特省，西临大西洋，南至大西洋比利牛斯省，东临热尔省，东北与洛特-加龍省接壤。
与阿热特莫接壤的市镇（或旧市镇、城区）包括：拉克拉布、多阿济、奥尔萨里约、沙洛斯堡、莫米、蒙塞居尔、圣科隆布、圣克里克沙洛斯、萨马代、塞尔加斯通、塞尔雷斯卢和阿尔里邦。
阿热特莫的时区为UTC+01:00、UTC+02:00（夏令时）。

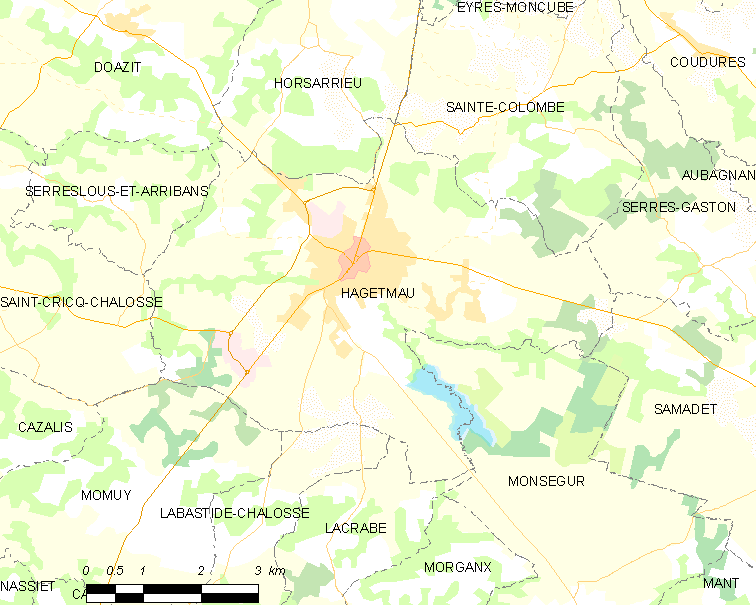
阿热特莫的OSM定位图

## 行政
阿热特莫的邮政编码为40700，INSEE市镇编码为40119。

## 政治
阿热特莫所属的省级选区为沙洛斯-蒂尔桑县。

## 交通
朗德省省道D2线、D18线、D56线、D58线、D218线、D357线、D933A线、D933B线、D933S线在境内交汇。朗德省城际客运巴士3号线经过境内。

## 人口

1962-2008年间阿热特莫人口变化图示

阿热特莫于2022年1月1日时的人口数量为4622人。